# Сергиевка (Новосибирская область)
Сергиевка — деревня в Куйбышевском районе Новосибирской области. Входит в состав Чумаковского сельсовета. 

## География
Площадь деревни — 45 гектаров.

## Население
| 2002 | 2007 | 2010 |
| ---- | ---- | ---- |
| 180  | ↘156 | ↘114 |

## Инфраструктура
В деревне по данным на 2007 год функционирует 1 учреждение образования.